# Robert de Craon
Robert de Craon ili Robert Burgundio (? - ?, 13. siječnja 1149.), francuski velikaš i drugi veliki meštar vitezova templara (1137. – 1149.).
Rodio se krajem 11. stoljeća kao najmlađi sin velikaša Rainalda Burgundija od Craona i Ennoguene od Vitre. Nakon službe na dvorovima grofa od Angoulemea i kneza od Aquitaine, razvrgnuo je zaruke s nasljednicom Chabannesa i Confolnesa i krenuo u Palestinu nakon što je doznao za osnivanje reda vitezova templara. Pridružio se templarima oko 1125. godine i postao senešal reda. U razdoblju od 1132. do 1134. godine putovao je Zapad gdje je primio donacije, uključujući i dvorac Barbera u Španjolskoj.
Poslije smrti Huga de Payensa postao je novim velikim meštrom. Godine 1138. vratio se u Europu gdje mu je 29. ožujka 1139. godine papa Inocent II. (1130-1143.) izdao Omne datum optimum, važan privilegij za templarski red, jer je učinio red neovisnim od bilo kakve crkvene jurisdikcije.
Prema izvještaju kroničara Vilima Tirskog († 1186.), Robert je 1148. godine sudjelovao je na sinodi u Akri, tijekom Drugog križarskog rata (1147. – 1149.). Naslijedio ga je Everard des Barres na dužnosti velikog meštra.